# Icod de los Vinos
Icod de los Vinos – gmina i miasto w Hiszpanii, we wspólnocie autonomicznej Wysp Kanaryjskich, w prowincji Santa Cruz de Tenerife, zlokalizowane w północnej części Teneryfy, nad Oceanem Atlantyckim. Zajmuje obszar 95,91 km², a w 2023 r. było zamieszkiwane przez 23 971 osób.
Miasto usytuowane jest na łagodnym stoku z lasami piniowymi, opadającym do morza i tworzącym prawie 10-kilometrową linię brzegową. Otoczone żyzną doliną, w której istotną gałęzią gospodarki jest sadownictwo, uprawa bananowców i winorośli. Icod de los Vinos jest również celem wycieczek, ponieważ znajduje się tam najstarsza na Teneryfie dracena, zwana „Smoczym Drzewem” oraz jaskinia lawowa Cueva del Viento.
Miasto zostało założone w 1501 r., a przed podbojem wyspy przez Hiszpanów było ważnym ośrodkiem Guanczów.
W języku Guanczów słowo „Icod” oznaczało prawdopodobnie ogień, zaś przydomek „de los Vinos” został nadany pod koniec XVI wieku przez hiszpańskich osadników ze względu na znaczną produkcję wina w okolicy.